# 伯賢
邊伯賢（羅馬化：Byun Baek-hyun，1992年5月6日—），藝名Baekhyun（中文：伯賢），為韓國男子團體EXO、韓國分隊EXO-K、三人子團體小分隊EXO-CBX的成員以及聯合團體SuperM的隊長，在EXO隊內擔當三大主唱之一。虛構超能力為「光」。他為 EXO-L取了暱稱：愛麗。有「天才愛豆」的美稱。是韓國史上擁有最多百萬銷量個人專輯的韓國solo歌手。。2024建立新公司 INB100

## 演藝經歷

### 早年經歷
邊伯賢在1992年5月6日出生於京畿道富川市。家庭成員除了父母外，還有一位大七歲的哥哥邊伯范，跟一隻狗夢龍（音譯）
邊伯賢曾參加SM Entertainment在仁川的世界招募大會，他連唱了五首歌，還做鏡頭測試，他本以為自己會入選，但結果卻落選了。之後，他在音樂學校準備入學試，在暖嗓的時候被SM Entertainment發掘來公司試鏡，及後通過2011年的SM Casting System而進入公司成為練習生。和團員Chen是同期練習生，大約訓練了3個月，於2011年5月一起被選入出道預備隊，同是隊内練習生時間最短的成員。

### 2012-2015年：出道、演唱國歌、〈Beautiful〉

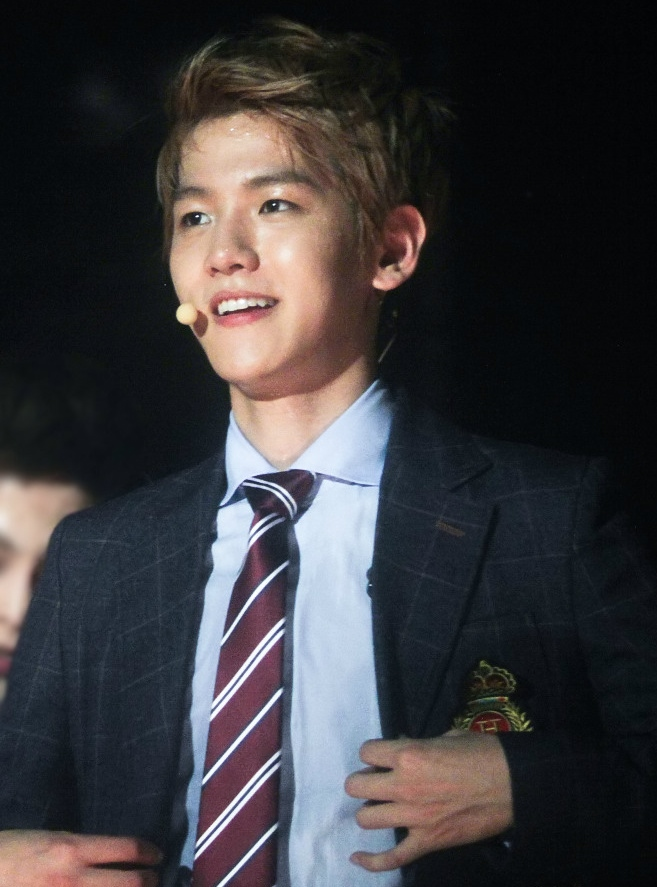
伯賢於MTV World Stage

2012年1月30日，伯賢在歌曲〈What Is Love〉的MV中作為EXO成員首次亮相。2012年4月8日，伯賢作為EXO以及EXO分隊EXO-K成員正式出道。
2013年8月14日，伯賢於水原世界杯竞技场举行的为纪念韩国和秘鲁建交50周年而舉辦的足球友誼賽上領唱韓國國歌。
2014年2月16日，伯賢與Suho、光熙、李侑菲成為SBS《人氣歌謠》的固定主持。同年12月14日，伯賢和Suho因要投入預備EXO明年初的回歸所以從節目下車。
2014年6月5日－8月3日，伯賢首次參演音樂劇《Singin' In The Rain》，並飾演主角Don Lockwood。
2015年4月，伯賢為網絡劇《我的鄰居是EXO》獻唱OST〈Beautiful〉，這也是伯賢自出道以來的第一首個人音樂作品。5月，伯賢與成員燦烈、Chen以及多位偶像共同參與KBS特輯《我是大韓民國》的主題曲《我們相遇的日子》錄製。9月18日，伯賢與27名K-pop明星、放送人﹑政治家一起合唱的歌曲《One Dream One Korea》公開音源和MV。該歌曲是由國內外1100餘名市民團體和海外同胞們為主進行的新時代統一的歌曲，亦是組織統一活動其中一個環節而製作的歌曲「一個的夢想，製造一個的韓國」向10-20世代傳達的信息。充滿年輕感覺的統一歌曲展現出分開了3世代的人們，10至20代是將分裂的傷痛退去再次實現統一起來的未來希望，製作期間總歷時3個月。

### 2016-2018年：〈Dream〉、《月之戀人－步步驚心：麗》、EXO-CBX、個人品牌“Privé by BBH”

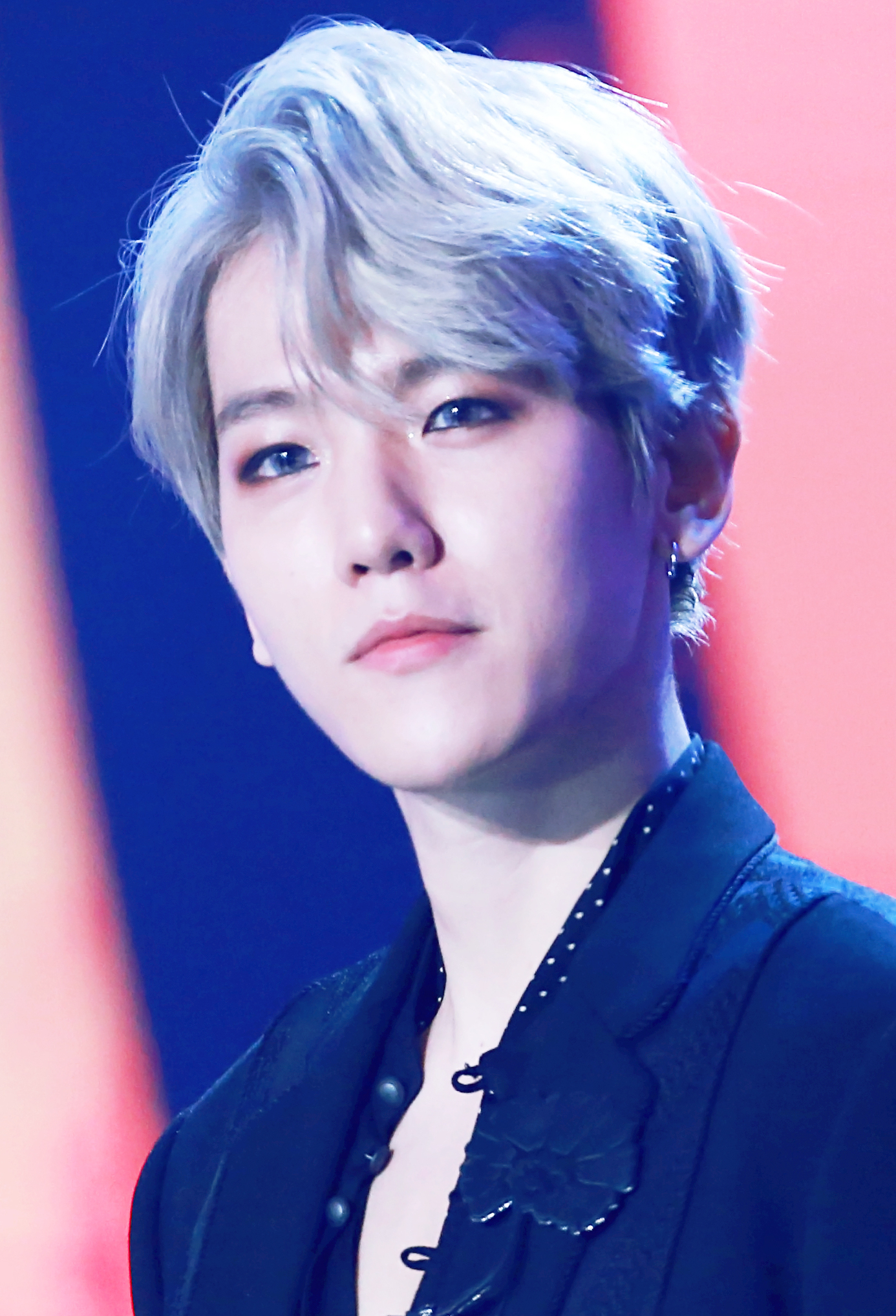
伯賢於2017年Melon Music Awards)

2016年1月6日，伯賢和Miss A成員秀智合作歌曲〈Dream〉。〈Dream〉在《音樂銀行》上獲得了連續兩星期的冠軍，同時也在《人氣歌謠》中獲得了連續三星期的冠軍。4月，伯賢在第4屆音悦V榜年度盛典獲得了韓國區最具人氣歌手獎。5月12日，伯賢和K.Will為《SM STATION》推出第14期單曲〈The Day〉。
8月，伯賢首次參演電視劇，在《月之戀人－步步驚心：麗》中飾演十皇子王銀。此劇讓他在第一屆亞洲明星盛典中獲得了電視劇人氣男演員賞，也在SBS 演技大賞中獲得了New Star賞。此外，伯賢亦與EXO成員Xiumin、Chen為《月之戀人－步步驚心：麗》獻唱OST〈For You〉，並在各大音源榜佔據了上游位置。截至8月25日上午9點，這首歌獲得了Mnet第二名、Olleh Music第二名、Genie Music第二名、NAVER第二名、Bugs第二名、Melon第四名等等。10月31日，由伯賢、Xiumin和Chen組成的EXO第一個子團EXO-CBX發行首張迷你專輯《Hey Mama!》出道。
2017年2月13日，伯賢與韶宥合唱單曲〈Rain〉MV公開。14日，截至上午九時，〈Rain〉在韓國8大音樂排行榜上取得了第一名的成績，達成了 “All Kill”。。4月14日，伯賢為《SM STATION 第二季》獻唱單曲〈Take You Home〉。
2018年2月5日，伯賢亮相第132屆國際奧委會（IOC）大會開幕儀式，並領唱韓國國歌。。
5月7日，Vogue雜誌透露伯賢將與美國品牌“Privé”合作，於7月1日推出個人品牌“Privé by BBH”。伯賢現為Privé的聯合創意總監。。
8月31日，伯賢與Loco透過STATION X 0發表合作曲《YOUNG》，該曲蘊含了鼓勵青少年們追求夢想、不被框架拘束，為自己而活的意義。此外，《YOUNG》一推出就登上了 Soribada、Bugs 等音源排行榜一位，可見兩人的影響力。

### 2019至2020年：Solo出道、SuperM、《Delight》

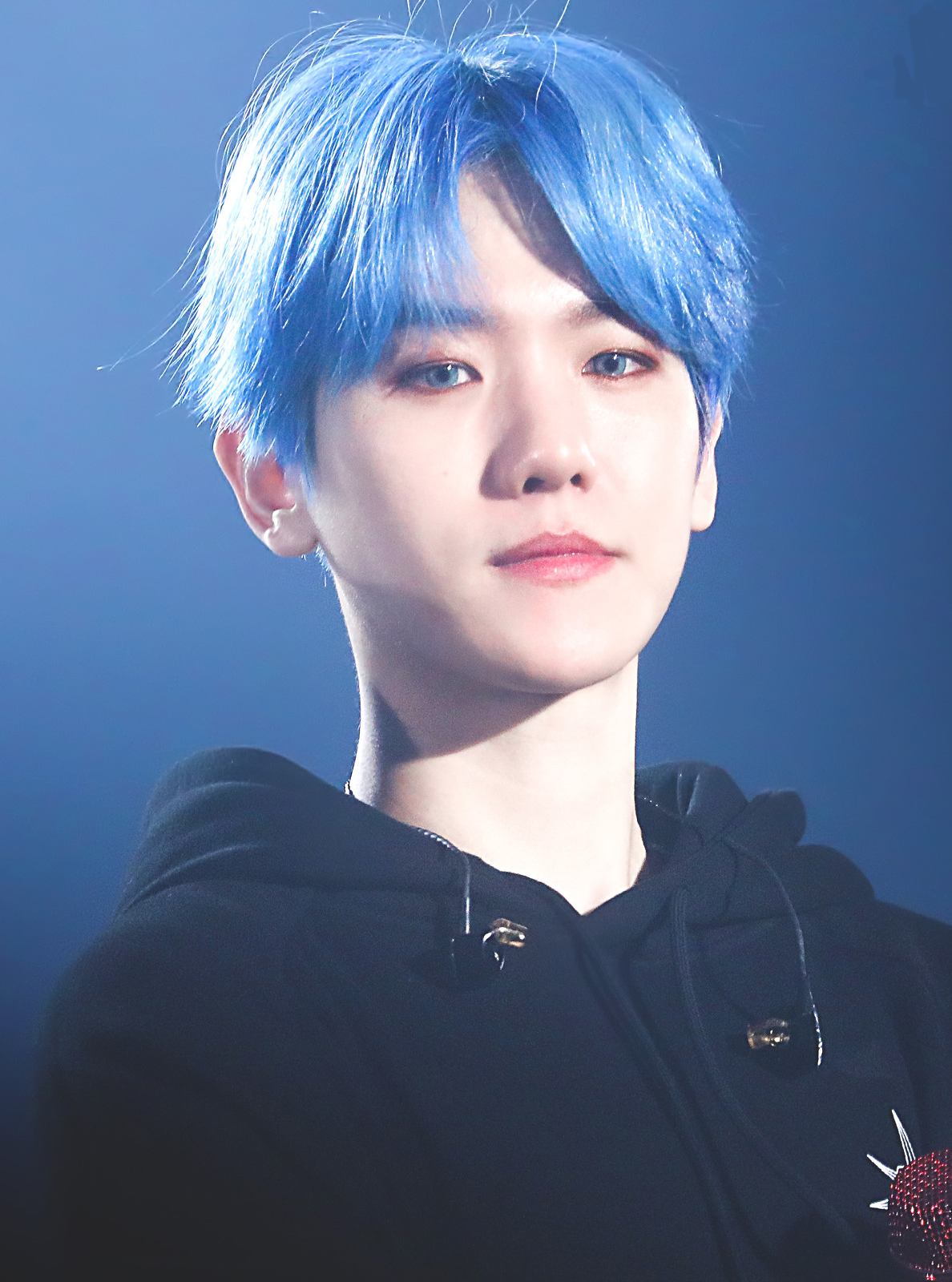
伯賢於2019年EXOPLANET#5 Exploration演唱會

2019年6月，SM娛樂宣佈伯賢將於7月10日發行首張個人迷你專輯《City Lights》Solo出道。7月10日，伯賢發行首張個人迷你專輯《City Lights》，截至7月11日，《City Lights》奪得66個國家的 iTunes Top Albums Chart 榜冠軍寶座，名符其實地橫掃全球。此外，《City Lights》預售量超過40萬張，並拿下韓國各大唱片網站的第一名，發行當天又賣出了 26 萬 4806 張，用一日的銷量刷新了韓國個人歌手的首週銷量紀錄。
8月，SM娛樂宣佈伯賢參與SM娛樂旗下各男子音樂組合的部分成員組成的聯合團體SuperM並將於10月出道。8月13日，韓國媒體宣佈伯賢加盟JTBC將於中秋推出的試播綜藝節目《怪癖的五兄弟》。此節目是比較誰更苛刻、挑釁的順位脫口秀。
12月4日，伯賢於第21屆Mnet亞洲音樂大獎中獲得“最佳男藝人”獎項。
2020年1月7日，伯賢為劇集《浪漫醫生金師傅2》獻唱第一首OST《我正愛著你（너를 사랑하고 있어）》，歌曲是一首溫柔的抒情歌曲，講述了對戀人的心意。2月，伯賢為SBS電視劇《Hyena》演唱OST《On The Road (너에게 가는 이 길 위에서 (너.이.길))》。
4月22日，SM娛樂透露伯賢正在準備發行個人新專輯，目前預定於 5 月底時回歸。
4月28日，韓國媒體報道伯賢成為化妝品牌 TIR TIR的形象代言人。
4月29日臉紅的思春期透過官方SNS公開回歸行程，將在5月13日發表新專輯《思春期集II》，而由伯賢參與Feat.的先行曲《蝴蝶與貓》會在5月7日發表。
5月7日，SM娛樂宣佈伯賢將於5月25日發行第二張迷你專輯《Delight》並公開了專輯宣傳照。5月25日，伯賢發行第二張迷你專輯《Delight》。截至5月24日為止，專輯預購量達到73萬張2297張，刷新了伯賢自身最高紀錄。此外，伯賢也在《Delight》正式發行前一小時，透過V LIVE頻道舉行「BAEKHYUN's ‘Candy’ Shop」直播，向粉絲介紹本次的新作以及製作新專輯的幕後點滴。
7月1日，SM娛樂宣佈伯賢的第二張迷你專輯《Delight》售出超過100萬張，成為韓娛歷史上繼徐太志後第二位個人專輯及團體專輯都售出超過100萬張的歌手。7月21日，伯賢確認出席於9月6日在首爾暖地漢江公園舉辦的“Someday Festival 2020”。27日，SM娛樂宣佈伯賢將參與寶兒的出道20周年企劃活動「Our Beloved BoA」並翻唱歌曲《空中花園》。歌曲將於7月31日透過SM STATION發佈。
9月17日，SM娛樂宣佈伯賢成為品牌Burberry的宣傳大使，並為品牌拍攝了雜志《Harper Bazaar》10月刊的封面。22日，伯賢為tvN連續劇《青春紀錄》演唱的OST《我的時間》公開完整音源。
10月6日，韓國媒體報導伯賢為電視劇《你喜歡布拉姆斯嗎》演唱的OST《Happy》將於當日公開音源。
11月，EXO官方網站宣佈伯賢將於2021年1月20日發行首張日語迷你專輯《BAEKHYUN》。
12月21日，伯賢發佈單曲《Amusement Park》，歌曲走中板R&B風格，以遊樂園的繽紛景緻比喻對心愛的人的豐富情感。

### 2021年至2022年 ：入伍、《BAEKHYUN》、《Bambi》
2021年1月3日，伯賢舉行首個個人線上演唱會《Beyond LIVE - BAEKHYUN: LIGHT》，以超能力“光”為主題，展現多彩的音樂和表演。此次演出吸引了在韓國、美國、中國、日本、泰國等全世界120個國家的11萬觀眾觀看，而#BAEKHYUNBeyondLIVE、#BAEKHYUN1stConcert 等作品也佔領了法國、荷蘭、俄羅斯、越南、印度尼西亞等各國Twitter實時排行榜一位。
1月19日，韓國職業電子競技隊伍T1於Youtube釋出預告片，宣佈將由伯賢、Changmo以及Raiden演唱主題曲兼入場曲《Runner》。歌曲音源和MV將於1月26日發佈。
1月20日，伯賢推出了首張日本個人迷你專輯《BAEKHYUN》，並在Billboard JAPAN的專輯銷量統計中以70,129張的好成績空降第一名，也在iTunes的World Wide Album 和 Europe Album 排行榜取得了第一名。除此之外，在新加坡、越南、巴西、香港、意大利、俄羅斯等21個國家及地區也獲得了第一名。
1月25日，伯賢成為健康食品品牌“LifePharm”品牌代言人。
3月30日，伯賢推出個人第3張迷你專輯《Bambi》，並在全世界60個國家及地區的iTunes專輯榜上佔據首位。《Bambi》首週銷量達到86.8萬張，發行20天已經售出超過100萬張，創下韓國Solo歌手最高的首週專輯銷量紀錄。此外，伯賢亦成為在K-POP史上，繼徐太志之後第二位創下了所屬團體與個人專輯銷量都賣破百萬張的歌手。此外，由於銷量成績亮眼，伯賢獲Hanteo頒發Solo歌手首週銷量超過50萬張的「GOLD認證獎牌」以及「新紀錄認證獎牌」,《Bambi》亦成為Hanteo Chart第一張、也是唯一一張突破百萬銷量的Solo專輯。
4月3日，韓國媒體Dispatch報導：伯賢因從高中時期以藥物控制甲狀腺機能低下症，所以獲得豁免權。於5月6日進入忠清南道論山市陸軍訓練所，接受為期三周的基礎軍事訓練，其後以社會服務要員的身份履行國防義務。，於2023年2月5日退伍。
12月11日，伯賢於2021年Mnet亞洲音樂大獎中獲得最佳男歌手獎，這也使他成為第一位連續3年奪得該獎項的男歌手。

### 2023年：退伍
2月5日，伯賢完成一年九個月的兵役，正式退伍。2月6日，伯賢進行直播與粉絲見面。
2023年4月28日，演唱的OST《Hello》将公开。 2023年6月19日，据韩国媒体报道，边伯贤与SM娱乐和解，公司发布声明表示合约继续，EXO活动将持续开展。
2023年11月19日，在英雄聯盟S13世界大賽決賽現場與ØZI、卡爾•斯魯比（Cal Scruby）、Tobi Lou所組成的心鋼之聲（HEARTSTEEL），現場表演《偏執音狂（PARANOIA）》。

### 2024年：創立新公司~回歸
2024年1月3日，伯賢創立的新公司正式定名為「INB100（아이앤비100）」，並強調另一家「One Signature」公司是與好友Kasper一起創辦的公司，而自己所建立的私人公司將使用與One Signature不同的名稱。
2024年1月8日，包含伯賢在內的EXO-CBX，正式加入伯賢所創立的INB100（아이앤비100）公司。
公司成立後，伯賢本人陸續開啟了不少活動，先是在韓國舉辦粉絲見面會 <餅乾派對>，之後於1月22日公布伯賢亞洲巡迴演唱會 <LONSDALEITE>的各場地與日期。
2024年3月6日，公司INB100正式發布自行的BUBBLE(bubble for INB100)，3月7日正式啟用。
2024年7月29日，韓媒報導伯賢將於九月回歸；同日，伯賢於微博開啟在INB100的新個人帳號。8月12日，公布第四張迷你專輯名稱為《哈囉，世界》（Hello, World），且將於9月6日6點（KST）正式發行。
2024年9月10日，迷你四輯Hello, World銷量，正式突破一百萬，再度刷新伯賢自身的紀錄，亦使得伯賢成為了韓國首位專輯銷量三百萬的男歌手。

### 2025：迷五、世巡
2025年2月8-9日，以EXO-CBX於日本橫濱的Pia Arena MM進行粉絲見面會⟨GET,SET,GO!⟩
2025年5月19日，發行迷五：《Essence of Reverie》。
2025年4月30日，正式公布將舉辦：2025 伯賢世界巡迴演唱會 <Reverie>。
2025年5月22日，憑藉著《Essence of Reverie》再次獲得百萬銷量，此張專輯不僅為伯賢第四張破百萬銷量的專輯，更刷新自身最快達百萬銷量的紀錄。

## 音樂作品

### 迷你專輯
| 專輯# | 專輯資料 | 曲目 |
| 1st   | 《City Lights》 - 發行日期：2019年7月10日 - 語言：韓語 - 版本：Day、Night - 銷量： - 韓國：574,091+ - 中國：325,161+                     | 曲目 1. UN Village 2. Stay Up (ft.Beenzino) 3. Betcha 4. Ice Queen 5. Diamond 6. Psycho                        |
| 2nd   | 《Delight》 - 發行日期：2020年5月25日 - 語言：韓語 - 版本：Cinnamon、Honey、Mint、Chemistry - 銷量： - 韓國：1,031,993+ - 中國：299,770+ | 曲目 1. Candy 2. R U Ridin'? 3. Bungee 4. Underwater 5. Poppin' 6. Ghost 7. Love Again                         |
| 3rd   | 《Bambi》 - 發行日期：2021年3月30日 - 語言：韓語 - 銷量： - 韓國：1,007,625+ - 中國：247,087+                                            | 曲目 1. Love Scene 2. Bambi 3. All I got 4. Amusement Park 5. Privacy 6. Cry for Love                          |
| 4th   | 《Hello, World》 - 發行日期：2024年9月06日 - 語言：韓語 - 銷量： - 韓國：1,006,717+ - 中國：                                             | 曲目 1. Good Morning 2. Pineapple Slice 3. RENDEZ-VOUS 4. Cold Heart 5. WOO 6. Truth Be Told                   |
| 5th   | 《Essence of Reverie》 - 發行日期：2025年5月19日 - 語言：韓語 - 銷量： - 韓國： - 中國：                                                 | 曲目 1. Chocolate 2. Elevator 3. Lemonade 4. Love Comes Back 5. No Problem 6. Black Dreams 7. Late Night Calls |

### 日語迷你專輯
| 專輯# | 專輯資料 | 曲目 |
| 1st   | 《BAEKHYUN》 - 發行日期：2021年1月20日 - 語言：日語 - 版本：Get You Alone、Addicted、WHIPPIN'、Drown、Disappeared、Stars - 銷量： | CD 1. Get You Alone 2. Addicted 3. WHIPPIN' 4. Drown 5. Disappeared 6. Stars DVD 1. Get You Alone - Music Video - 2. Off Shot Movie |

### 單曲
| 年份   | 歌曲名稱                 | 專輯                                   |
| 2014年 | 《My Turn To Cry》       | 《Exology Chapter 1: The Lost Planet》 |
| 2015年 | 《Like Rain Like Music》 | 《2015 歌謠大戰 Limited Edition》      |
| 2017年 | 《Take You Home》        | 《SM STATION》第2季第3期單曲           |
| 2019年 | 《Psycho》               | 《EXO PLANET #4 - The EℓyXiOn [dot]》  |
| 2020年 | 《Amusement Park》       | 後收錄於《Bambi》                      |
| 2021年 | 《Bambi Remixes》        | 《iScreaM Vol.8》                      |

### OST
| 年份   | 歌曲名稱               | 影視名稱                       | 備註                |
| 2012年 | 《Dear My Family》     | 《I AM. - SM家族青春傳記電影》 | 與SMTOWN合唱        |
| 2015年 | 《Beautiful》          | 《我的鄰居是EXO》              |                     |
| 2016年 | 《For You》            | 《月之戀人－步步驚心：麗》     | 與Xiumin & Chen合唱 |
| 2020年 | 《我正愛著你》         | 《浪漫醫生金師傅2》            |                     |
| 2020年 | 《在走向你的這條路上》 | 《Hyena》                      |                     |
| 2020年 | 《我的時間》           | 《青春紀錄》                   |                     |
| 2020年 | 《Happy》              | 《你喜歡布拉姆斯嗎》           |                     |
| 2021年 | 《U》                  | 《某一天滅亡來到我家門前》     |                     |
| 2021年 | 《是我嗎》             | 《紅天機》                     |                     |
| 2023年 | 《Hello》              | 《浪漫醫生金師傅3》            |                     |

### 合唱歌曲
| 年份   | 歌曲名稱                 | 專輯/其他資訊                                      | 合唱藝人                                 |
| 2015年 | 《我們相遇的日子》       |                                                    | 韓國群星                                 |
| 2015年 | 《One Dream One Korea》  |                                                    | 韓國群星                                 |
| 2016年 | 《Dream》                | 《Dream》                                          | Suzy                                     |
| 2016年 | 《The Day》              | 「SM STATION」企劃第14期單曲                       | K.Will                                   |
| 2017年 | 《Rain》                 | 單曲                                               | 韶宥                                     |
| 2018年 | 《YOUNG》                | STATION X 0                                        | Loco                                     |
| 2021年 | 《Runner》               | T1入場曲                                           | Changmo、Raiden                          |
| 2021年 | 《Doll》                 | 《Rewind: Blossom》                                | 道英                                     |
| 2021年 | 《Hurt》                 | 《Votiz Project》                                  | 西門卓                                   |
| 2023年 | 《PARANOIA（偏執音狂）》 | 英雄聯盟新虛擬男團「心鋼之聲（HEARTSTEEL）」的單曲 | ØZI、卡爾•斯魯比（Cal Scruby）、Tobi Lou |
| 2025年 | 《Do What You Do》       | 單曲                                               | Umi                                      |

### 客串歌曲
| 年份   | 歌曲名稱                     | 專輯           | 歌手         |
| 2020年 | 《蝴蝶與貓》                 | 《思春期集II》 | 臉紅的思春期 |
| 2021年 | 《當凌晨再次來臨》           | 不適用         | Colde        |
| 2021年 | 《Monroe》                   | 不適用         | TAEYONG      |
| 2023年 | 《그래도 돼（Good Enough）》 | 不適用         | 燦烈         |

### 翻唱歌曲
| 年份   | 歌曲名稱                                           | 原唱者   | 節目/活動名稱                       | 合唱成員          | 備注               |
| 2013年 | 我真的不知道 진정 난 몰랐네(Really i didn't know ) | 林熙淑   | 《不朽的名曲：傳說在歌唱》          | Chen              |                    |
| 2013年 | Open Arms                                          | Journey  | 《A SONG FOR YOU為你歌唱》          | Luhan、Chen、D.O. |                    |
| 2014年 | 魔法之城 마법의 성(Magic Castle)                   | 東方神起 | SBS 인기가요 Inkigayo 758회(Ep.758) | Suho              |                    |
| 2020年 | 空中花園 공중정원(Garden In The Air)               | 寶兒     | “Our Beloved BoA”                   | 不適用            | 透過SM STATION發佈 |

### 音樂劇
| 年份   | 音樂劇名稱              | 角色            | 性質   |
| 2014年 | 《Singin' in the Rain》 | 唐/Don Lockwood | 男主角 |

### 創作作品
| 日期          | 歌曲      | 歌手 | 專輯        | 備注 |
| 2017年7月18日 | Ko Ko Bop | EXO  | 《THE WAR》 | 填詞 |

## 影視作品

### 電視劇
| 年份   | 播放平台 | 劇名                       | 角色          | 性質   |
| 2012年 | KBS      | 《致美麗的你》             | Party表演嘉賓 | 客串   |
| 2016年 | SBS      | 《月之戀人－步步驚心：麗》 | 王銀          | 男配角 |

### 網路劇
| 年份   | 播放平台     | 劇名              | 角色 | 性質     |
| 2015年 | NAVER tvcast | 《我的鄰居是EXO》 | 伯賢 | 主要角色 |

### 固定綜藝節目
| 年份   | 日期              | 電視臺   | 節目名稱           | 共同成員 | 備注     |
| 2018年 | 9月5日 - 10月30日 | 虎牙直播 | 《SM超級偶像聯賽》 | Sehun    |          |
| 2019年 | 2月21日 - 5月23日 | 虎牙直播 | 《SM超級偶像聯賽》 |          |          |
| 2019   | 9月12日           | JTBC     | 《怪癖的五兄弟》   |          | 試播節目 |
| 2020   | 6月3日 - 11日     | MBC KPOP | 《我獨自玩耍》     |          | 網絡綜藝 |

### 主持
| 年份   | 日期             | 電視台  | 節目名稱                    | 備註                                      |
| 2013年 | 6月7日           | KBS 2   | 《Music Bank》              | 與Xiumin、Chanyeol、D.O. （待機室特別MC） |
| 2013年 | 8月23日          | KBS 2   | 《Music Bank》              | 與Chanyeol、Kai、Sehun（待機室特別MC）    |
| 2013年 | 9月6日           | KBS 2   | 《Music Bank》              | 與Chanyeol（待機室特別MC）                |
| 2013年 | 10月6日          | SBS     | 《人氣歌謠》                | 特別MC                                    |
| 2013年 | 10月6日          | 不適用  | 《江南韓流音樂節》          | 與Suho（SHINee Comeback MC）              |
| 2013年 | 11月14日         | KBS Joy | 《Melon Music Awards 2013》 | 與Suho、Chanyeol、Kai、李侑菲             |
| 2013年 | 12月13日         | KBS 2   | 《Music Bank》              | 與Chen（待機室特別MC）                    |
| 2014年 | 2月16日-12月14日 | SBS     | 《人氣歌謠》                | 與光熙、Suho、李侑菲                      |
| 2014年 | 2月16日-12月14日 | SBS     | 《人氣歌謠》                | 與光熙、Suho、金裕貞                      |
| 2015年 | 4月12日          | SBS     | 《人氣歌謠》                | 與Suho（特別MC）                          |
| 2015年 | 9月29日          | MBC     | 《能力者們中秋特輯》        | 與金九拉（特別MC）                        |
| 2015年 | 12月20日         | SBS     | 《人氣歌謠》                | 與Suho、Jackson、金裕貞（特別MC）         |
| 2016年 | 6月12日          | SBS     | 《人氣歌謠》                | 與Suho、Hani、正花（特別MC）              |
| 2016年 | 12月26日         | SBS     | 《SBS歌謠大戰》             | 與柳熙烈、俞利                            |

### 音樂錄影帶
| 日期           | 歌曲名稱                           | 歌手                      | 備注                 |
| 2012年4月24日  | Dear My Family                     | SMTOWN                    |                      |
| 2012年4月30日  | Twinkle                            | 少女時代-太蒂徐           |                      |
| 2014年9月26日  | Dance With DOC                     | DJ DOC                    | 《EXO 90：2014》     |
| 2015年4月27日  | Beautiful                          | Baekhyun                  | 《我的鄰居是EXO》OST |
| 2015年6月11日  | 我們相遇的日子                     | 韓國群星                  |                      |
| 2015年9月18日  | One Dream One Korea                | 韓國群星                  |                      |
| 2016年1月7日   | Dream                              | Baekhyun、Suzy            |                      |
| 2016年5月13日  | The Day                            | Baekhyun、K.Will          |                      |
| 2016年6月28日  | UNICEF 2016 #IMAGINE project       | 群星                      |                      |
| 2016年12月29日 | Sound of Your Heart                | SMTOWN、Steve Barakatt    |                      |
| 2017年4月14日  | 任你依靠（Take You Home）          | Baekhyun                  | SM STATION 第二季    |
| 2017年12月29日 | Dear My Family (Live Concert Ver.) | SMTOWN                    | SM STATION 第二季    |
| 2018年8月31日  | YOUNG                              | Baekhyun、Loco            | STATION X 0          |
| 2019年7月10日  | UN Village                         | Baekhyun                  | 《City Lights》      |
| 2020年5月25日  | Candy                              | Baekhyun                  | 《Delight》          |
| 2021年1月4日   | Get You Alone                      | Baekhyun                  | 《BAEKHYUN》         |
| 2021年2月1日   | Runner                             | Baekhyun、Changmo、Raiden | T1入場曲             |
| 2021年3月30日  | Bambi                              | Baekhyun                  | 《Bambi》            |
| 2021年5月10日  | Hurt                               | Baekhyun、西門卓          |                      |

## 演唱會

### 個人演唱會、粉絲見面會
| 年分         | 日期                                       | 演唱會名稱                        | 地區                         | 舉辦地點               |
| 2021年       | 1月3日                                     | 《Beyond LIVE - BAEKHYUN: LIGHT》 | 線上演唱會                   | 線上演唱會             |
| 2024年       | 1月20日-21日                               | 2024 伯賢粉絲見面會 <餅乾派對>    | 首爾                         | 獎忠體育館             |
| 1月27日      | 光州                                       | 2024 伯賢粉絲見面會 <餅乾派對>    | 金大中會展中心多功能廳       |                        |
| 2月3日       | 釜山                                       | 2024 伯賢粉絲見面會 <餅乾派對>    | KBS釜山放送總局音樂廳        |                        |
| 3月16-17日   | 2024 伯賢亞洲巡迴演唱會 <LONSDALEITE>      | 首爾                              | 首爾奧林匹克體操競技場       |                        |
| 3月23-24日   | 2024 伯賢亞洲巡迴演唱會 <LONSDALEITE>      | 日本東京                          | 武藏野之森綜合體育廣場       |                        |
| 3月28日      | 2024 伯賢亞洲巡迴演唱會 <LONSDALEITE>      | 新加坡聖淘沙                      | 名勝世界宴會廳               |                        |
| 4月6-7日     | 2024 伯賢亞洲巡迴演唱會 <LONSDALEITE>      | 越南胡志明                        | 軍區 7 室內運動場館          |                        |
| 4月13日      | 2024 伯賢亞洲巡迴演唱會 <LONSDALEITE>      | 菲律賓馬尼拉                      | 阿拉內塔體育館               |                        |
| 4月20-21日   | 2024 伯賢亞洲巡迴演唱會 <LONSDALEITE>      | 日本千葉                          | 幕張展覽館                   |                        |
| 4月27-28日   | 2024 伯賢亞洲巡迴演唱會 <LONSDALEITE>      | 日本福岡                          | 福岡國際會議場               |                        |
| 5月4-5日     | 2024 伯賢亞洲巡迴演唱會 <LONSDALEITE>      | 臺灣桃園                          | 國立體育大學綜合體育館       |                        |
| 5月10-12日   | 2024 伯賢亞洲巡迴演唱會 <LONSDALEITE>      | 日本神戶                          | 神戶國際會議中心             |                        |
| 5月16-17日   | 2024 伯賢亞洲巡迴演唱會 <LONSDALEITE>      | 日本宮城                          | 宮城縣綜合運動公園綜合體育館 |                        |
| 6月1-2日     | 2024 伯賢亞洲巡迴演唱會 <LONSDALEITE>      | 印度尼西亞雅加達                  | 史納延紀念體育館             |                        |
| 6月8-10日    | 2024 伯賢亞洲巡迴演唱會 <LONSDALEITE>      | 香港赤鱲角                        | 亞洲國際博覽館               |                        |
| 6月15-16日   | 2024 伯賢亞洲巡迴演唱會 <LONSDALEITE>      | 泰國曼谷                          | 北革IMPACT 展覽中心          |                        |
| 6月29日      | 2024 伯賢亞洲巡迴演唱會 <LONSDALEITE>      | 澳門路氹城                        | 銀河綜藝館                   |                        |
| 7月27-28日   | 2024 伯賢亞洲巡迴演唱會<LONSDALEITE [dot]> | 首爾                              | 首爾奧林匹克體操競技場       |                        |
| 2025年       | 6月7-8日                                   | 2025 伯賢世界巡迴演唱會 <Reverie> | 首爾                         | 首爾奧林匹克體操競技場 |
| 6月14日-15日 | 巴西聖保羅                                 | 2025 伯賢世界巡迴演唱會 <Reverie> | Vibra São Paulo              |                        |
| 6月17日      | 智利聖地牙哥                               | 2025 伯賢世界巡迴演唱會 <Reverie> | Teatro Caupolicán            |                        |
| 6月20日      | 墨西哥墨西哥城                             | 2025 伯賢世界巡迴演唱會 <Reverie> | PEPSI CENTER WTC             |                        |
| 6月23日      | 美国紐華克                                 | 2025 伯賢世界巡迴演唱會 <Reverie> | 普天壽中心                   |                        |
| 6月25日      | 美国羅斯蒙特                               | 2025 伯賢世界巡迴演唱會 <Reverie> | Rosemont Theatre             |                        |
| 6月28日      | 美国舒格蘭                                 | 2025 伯賢世界巡迴演唱會 <Reverie> | Smart Financial Centre       |                        |
| 7月1日       | 美国西雅圖                                 | 2025 伯賢世界巡迴演唱會 <Reverie> | WAMU THEATER                 |                        |
| 7月3日       | 美国奧克蘭                                 | 2025 伯賢世界巡迴演唱會 <Reverie> | 奧克蘭體育館                 |                        |
| 7月6日       | 美国洛杉磯                                 | 2025 伯賢世界巡迴演唱會 <Reverie> | 論壇體育館                   |                        |
| 7月13日      | 德国柏林                                   | 2025 伯賢世界巡迴演唱會 <Reverie> | Uber Eats Music Hall         |                        |
| 7月16日      | 法國巴黎                                   | 2025 伯賢世界巡迴演唱會 <Reverie> | 愛迪達體育館                 |                        |
| 7月18日      | 荷蘭阿姆斯特丹                             | 2025 伯賢世界巡迴演唱會 <Reverie> | 海尼根音樂廳                 |                        |
| 7月20日      | 義大利米蘭                                 | 2025 伯賢世界巡迴演唱會 <Reverie> | FABRIQUE MILANO              |                        |
| 7月22日      | 英国倫敦                                   | 2025 伯賢世界巡迴演唱會 <Reverie> | 溫布利體育館                 |                        |
| 8月1日       | 墨爾本                                     | 2025 伯賢世界巡迴演唱會 <Reverie> | Festival Hall                |                        |
| 8月3日       | 雪梨                                       | 2025 伯賢世界巡迴演唱會 <Reverie> | Hordern Pavilion             |                        |
| 8月16日      | 印度尼西亞雅加達                           | 2025 伯賢世界巡迴演唱會 <Reverie> | ICE BSD                      |                        |
| 8月23日      | 马来西亚吉隆坡                             | 2025 伯賢世界巡迴演唱會 <Reverie> | IDEA LIVE KL                 |                        |
| 8月30-31日   | 澳門路氹城                                 | 2025 伯賢世界巡迴演唱會 <Reverie> | 銀河綜藝館                   |                        |
| 9月13-14日   | 日本東京                                   | 2025 伯賢世界巡迴演唱會 <Reverie> | KEIO ARENA TOKYO             |                        |
| 9月20-21日   | 臺灣桃園                                   | 2025 伯賢世界巡迴演唱會 <Reverie> | 國立體育大學綜合體育館       |                        |
| 9月27-28日   | 香港赤鱲角                                 | 2025 伯賢世界巡迴演唱會 <Reverie> | 亞洲國際博覽館               |                        |
| 10月4日      | 越南河內                                   | 2025 伯賢世界巡迴演唱會 <Reverie> | Hanoi Indoor Games Gymnasium |                        |
| 10月12-13日  | 日本神戶                                   | 2025 伯賢世界巡迴演唱會 <Reverie> | GLION ARENA KOBE             |                        |
| 10月18日     | 菲律賓馬尼拉                               | 2025 伯賢世界巡迴演唱會 <Reverie> | 亞洲購物中心體育館           |                        |
| 10月25-26日  | 日本名古屋                                 | 2025 伯賢世界巡迴演唱會 <Reverie> | Aichi Sky Expo Hall A        |                        |
| 11月1日      | 新加坡加冷                                 | 2025 伯賢世界巡迴演唱會 <Reverie> | 新加坡室內體育館             |                        |

### 伯賢Solo出道Showcase[80]
| 日期          | 演唱會場次 | 舉辦地點                |
| 2019年7月10日 | 首爾站     | 首爾江南區 SAC Art Hall |

### 參與演唱會
| 日期           | 演唱會名稱                          | 舉辦地點                                    |
| 2018年7月21日  | THE STATION                         | 首爾三成洞SMTOWN COEX ARTIUM SMTOWN THEATRE |
| 2020年9月6日   | Someday Festival 2020               | 首爾暖地漢江公園                            |
| 2020年9月26日  | Overpass Music Festival             | 線上演唱會                                  |
| 2020年10月10日 | INK仁川K-POP演唱會                  | 線上演唱會                                  |
| 2021年1月1日   | SMTOWN LIVE "Culture Humanity"      | 線上演唱會                                  |
| 2023年4月23日  | LOVESOME Festival 2023              | 首爾奧林匹克公園                            |
| 2024年2月17日  | 2024 [K-MAX] TOUR CONCERT IN TAIPEI | 原定南港展覽館1館，後取消                   |

## 獎項

### 大型頒獎禮獎項
| 年份   | 頒獎典禮                      | 獎項                                  | 作品                                  | 結果 |
| 2016年 | 第4屆音悦V榜年度盛典          | 韓國區最具人氣歌手獎                  | 不適用                                | 獲獎 |
| 2016年 | 第1屆Asia Artist Awards       | 電視劇人氣男演員賞                    | 月之戀人 - 步步驚心：麗               | 獲獎 |
| 2016年 | 第1屆Asia Artist Awards       | 新人獎                                | 月之戀人 - 步步驚心：麗               | 提名 |
| 2016年 | 第8屆Melon Music Awards       | 最佳R&B/Soul                          | Dream (與Suzy)                        | 獲獎 |
| 2016年 | 第8屆Melon Music Awards       | 年度歌曲                              | Dream (與Suzy)                        | 提名 |
| 2016年 | 第18屆Mnet亞洲音樂大獎        | 最佳合作表演獎                        | Dream (與Suzy)                        | 獲獎 |
| 2016年 | 第18屆Mnet亞洲音樂大獎        | 年度歌曲                              | Dream (與Suzy)                        | 提名 |
| 2016年 | SBS 演技大賞                  | 新星賞                                | 月之戀人 - 步步驚心：麗               | 獲獎 |
| 2017年 | 第31屆金唱片獎                | 音源部門 － 本賞                      | Dream (與Suzy)                        | 獲獎 |
| 2017年 | 第31屆金唱片獎                | 亞洲人氣賞                            | Dream (與Suzy)                        | 提名 |
| 2017年 | Annual Soompi Awards          | Best Collaboration                    | Dream (與Suzy)                        | 獲獎 |
| 2017年 | Annual Soompi Awards          | Best Idol Actor                       | 月之戀人 - 步步驚心：麗               | 獲獎 |
| 2017年 | Annual Soompi Awards          | 最佳OST                               | For You                               | 獲獎 |
| 2017年 | 第6屆Gaon Chart K-POP大獎     | 音源部門年度歌手獎 （一月份）         | Dream (與Suzy)                        | 提名 |
| 2017年 | 第53屆百想藝術大獎            | 人氣獎                                | 月之戀人 - 步步驚心：麗               | 提名 |
| 2017年 | 第19屆Mnet亞洲音樂大獎        | 最佳合作表演獎                        | Rain（與韶宥）                        | 提名 |
| 2017年 | 第19屆Mnet亞洲音樂大獎        | 年度歌曲獎                            | Rain（與韶宥）                        | 提名 |
| 2018年 | 2017 Fandom School Awards     | 個人人氣獎                            | 不適用                                | 獲獎 |
| 2018年 | Annual Soompi Awards          | Best Male Solo                        | 不適用                                | 獲獎 |
| 2018年 | Annual Soompi Awards          | Best Collaboration                    | Rain（與韶宥）                        | 提名 |
| 2018年 | 第10屆Melon Music Awards      | Hot Trend獎                           | YOUNG（與Loco）                       | 提名 |
| 2018年 | BreakTudo Awards 2018         | K-pop Male Artist                     | 不適用                                | 提名 |
| 2019年 | 第21屆Mnet亞洲音樂大獎        | 最佳男藝人                            | UN Village                            | 獲獎 |
| 2019年 | 第21屆Mnet亞洲音樂大獎        | Qoo10 最受歡迎男藝人                  | 不適用                                | 提名 |
| 2020年 | 第34屆金唱片獎                | 專輯部門－本賞                        | 《City Lights》                       | 獲獎 |
| 2020年 | 第34屆金唱片獎                | 專輯部門－大賞                        | 《City Lights》                       | 提名 |
| 2020年 | 第29屆首爾歌謠大賞            | 本賞                                  | 《City Lights》                       | 提名 |
| 2020年 | 第29屆首爾歌謠大賞            | 人氣賞                                | 《City Lights》                       | 提名 |
| 2020年 | 第29屆首爾歌謠大賞            | 韓流特別賞                            | 《City Lights》                       | 提名 |
| 2020年 | 第22屆Mnet亞洲音樂大獎        | 年度歌手獎                            | 不適用                                | 提名 |
| 2020年 | 第22屆Mnet亞洲音樂大獎        | 年度專輯獎                            | 《Delight》                           | 提名 |
| 2020年 | 第22屆Mnet亞洲音樂大獎        | 年度歌曲獎                            | 《Candy》                             | 提名 |
| 2020年 | 第22屆Mnet亞洲音樂大獎        | 年度歌曲獎                            | 《蝴蝶與貓》（與臉紅的思春期）        | 提名 |
| 2020年 | 第22屆Mnet亞洲音樂大獎        | 最佳個人歌唱表演                      | 不適用                                | 提名 |
| 2020年 | 第22屆Mnet亞洲音樂大獎        | 最佳男藝人獎                          | 不適用                                | 獲獎 |
| 2020年 | 第22屆Mnet亞洲音樂大獎        | 最佳合作表演獎                        | 《蝴蝶與貓》（與臉紅的思春期）        | 提名 |
| 2020年 | APAN Star Awards              | 最佳OST                               | 《我正愛着你》                        | 提名 |
| 2020年 | 12屆Melon Music Awards        | Top10                                 | 不適用                                | 獲獎 |
| 2020年 | 12屆Melon Music Awards        | 年度藝人                              | 不適用                                | 提名 |
| 2020年 | 12屆Melon Music Awards        | 年度專輯                              | 《Delight》                           | 提名 |
| 2020年 | 12屆Melon Music Awards        | 網友人氣獎                            | 不適用                                | 提名 |
| 2020年 | 12屆Melon Music Awards        | 最佳R&B/Soul                          | 《Candy》                             | 提名 |
| 2020年 | 12屆Melon Music Awards        | 最佳Indie                             | 《蝴蝶與貓》（與臉紅的思春期）        | 獲獎 |
| 2020年 | Genie音樂獎                   | 年度歌手                              | 不適用                                | 提名 |
| 2020年 | 亞洲流行音樂大獎              | 最佳海外男歌手                        | 不適用                                | 獲獎 |
| 2020年 | Soribada最佳音樂大獎          | 本賞                                  | 不適用                                | 提名 |
| 2021年 | 第35屆金唱片獎                | 專輯部門－本賞                        | 《Delight》                           | 獲獎 |
| 2021年 | 第35屆金唱片獎                | 專輯部門－大賞                        | 《Delight》                           | 提名 |
| 2021年 | 第35屆金唱片獎                | 音源部門－大賞                        | 《蝴蝶與貓》（與臉紅的思春期）        | 提名 |
| 2021年 | 第30屆首爾歌謠大賞            | 本賞                                  | 《Delight》                           | 提名 |
| 2021年 | 第30屆首爾歌謠大賞            | Hip Hop賞                             | 《Delight》                           | 提名 |
| 2021年 | 第30屆首爾歌謠大賞            | OST賞                                 | 《我正愛着你》                        | 提名 |
| 2021年 | 第30屆首爾歌謠大賞            | 人氣賞                                | 不適用                                | 提名 |
| 2021年 | 第30屆首爾歌謠大賞            | 韓流特別賞                            | 不適用                                | 提名 |
| 2021年 | 10屆Gaon Chart K-POP大獎      | 年度歌手賞-五月音源部門               | 《Candy》                             | 提名 |
| 2021年 | 10屆Gaon Chart K-POP大獎      | 年度歌手賞-五月音源部門               | 《蝴蝶與貓》（與臉紅的思春期）        | 提名 |
| 2021年 | 10屆Gaon Chart K-POP大獎      | 年度歌手賞-第二季專輯部門             | 《Delight》                           | 獲獎 |
| 2021年 | 10屆Gaon Chart K-POP大獎      | MuBeat Global Choice Award - 男子部門 | 不適用                                | 提名 |
| 2021年 | 韓國音樂大獎                  | 最佳流行專輯                          | 《Delight》                           | 提名 |
| 2021年 | Hanteo Music Awards           | 初動記錄賞 Top 10                     | 《Bambi》                             | 獲獎 |
| 2021年 | Hanteo Music Awards           | 男歌手 Solo Top 3                     | 不適用                                | 獲獎 |
| 2021年 | 13屆Melon Music Awards        | Top10                                 | 不適用                                | 提名 |
| 2021年 | 第23屆Mnet亞洲音樂大獎        | 最佳男藝人獎                          | 不適用                                | 獲獎 |
| 2021年 | 第23屆Mnet亞洲音樂大獎        | 年度歌手獎                            | 不適用                                | 提名 |
| 2021年 | 第23屆Mnet亞洲音樂大獎        | 年度歌曲獎                            | 《Bambi》                             | 提名 |
| 2021年 | 第23屆Mnet亞洲音樂大獎        | 年度專輯獎                            | 《Bambi》                             | 提名 |
| 2021年 | 第23屆Mnet亞洲音樂大獎        | 最佳個人舞蹈表演獎                    | 《Bambi》                             | 提名 |
| 2021年 | 首爾國際電視節                | 最佳OST                               | 《Happy》                             | 提名 |
| 2021年 | Brand Customer Loyalty Awards | Solo男歌手                            | 不適用                                | 提名 |
| 2021年 | 亞洲流行音樂大獎              | 年度最佳專輯 - 海外                   | 《Bambi》                             | 提名 |
| 2021年 | 亞洲流行音樂大獎              | 年度歌曲 - 海外                       | 《Bambi》                             | 提名 |
| 2021年 | 亞洲流行音樂大獎              | 最佳舞蹈表演 - 海外                   | 《Bambi》                             | 提名 |
| 2021年 | 亞洲流行音樂大獎              | 最佳男歌手 - 海外                     | 《Bambi》                             | 提名 |
| 2021年 | 亞洲流行音樂大獎              | 年度 Top20 專輯 - 海外                | 《Bambi》                             | 獲獎 |
| 2021年 | 亞洲流行音樂大獎              | 年度 Top20 金曲 - 海外                | 《Bambi》                             | 獲獎 |
| 2021年 | 亞洲流行音樂大獎              | 大衆選擇獎                            | 《Bambi》                             | 獲獎 |
| 2021年 | 亞洲流行音樂大獎              | 最佳合作單曲 - 海外                   | 《When Dawn Comes Again》（與 Colde） | 提名 |
| 2021年 | 亞洲流行音樂大獎              | 最佳影視歌曲 - 海外                   | 《U》                                 | 獲獎 |
| 2022年 | 11屆Gaon Chart K-POP大獎      | 年度歌手賞-第二季專輯部門             | 《Bambi》                             | 提名 |
| 2022年 | 第31屆首爾歌謠大賞            | 本賞                                  | 《Bambi》                             | 提名 |
| 2022年 | 第31屆首爾歌謠大賞            | 人氣賞                                | 不適用                                | 提名 |
| 2022年 | 第31屆首爾歌謠大賞            | 韓流特別賞                            | 不適用                                | 提名 |
| 2024年 | 第33屆首爾歌謠大賞            | OST獎                                 | 不適用                                | 獲獎 |

### 個人榮譽
| 年份   | 獲獎項目                                    |
| 2014年 | TC Candler 全球100張最帥面孔 第38位         |
| 2017年 | 2017 Instagram Awards - 2017 Top 5 Accounts |
| 2018年 | TC Candler 亞太區100張最帥面孔 第24名       |
| 2019年 | TC Candler 亞太區100張最帥面孔 第11名       |
| 2020年 | TC Candler 亞太區100張最帥面孔 第6名        |

### 音樂節目獎項
| 年份   | 日期    | 電視臺    | 節目名稱       | 獲獎歌曲       | 排名          |
| 2016年 | 1月15日 | KBS2      | Music Bank     | Dream          | 1位（與秀智） |
| 2016年 | 1月17日 | SBS       | 人氣歌謠       | Dream          | 1位（與秀智） |
| 2016年 | 1月22日 | KBS2      | Music Bank     | Dream          | 1位（與秀智） |
| 2016年 | 1月24日 | SBS       | 人氣歌謠       | Dream          | 1位（與秀智） |
| 2016年 | 1月31日 | SBS       | 人氣歌謠       | Dream          | 1位（與秀智） |
| 2019年 | 7月19日 | KBS2      | Music Bank     | UN Village     | 1位           |
| 2019年 | 7月20日 | MBC       | Show! 音樂中心 | UN Village     | 1位           |
| 2019年 | 7月26日 | KBS2      | Music Bank     | UN Village     | 1位           |
| 2020年 | 6月3日  | MBC MUSIC | Show Champion  | Candy          | 1位           |
| 2020年 | 6月5日  | KBS2      | Music Bank     | Candy          | 1位           |
| 2020年 | 6月7日  | SBS       | 人氣歌謠       | Candy          | 1位           |
| 2021年 | 4月9日  | KBS2      | Music Bank     | Bambi          | 1位           |
| 2024年 | 9月13日 | KBS2      | Music Bank     | Pinapple Slice | 1位           |

### 主要音樂節目榜單排名
| 主打歌曲成績                                                                                | 主打歌曲成績    | 主打歌曲成績          | 主打歌曲成績        | 主打歌曲成績           | 主打歌曲成績     | 主打歌曲成績         | 主打歌曲成績                | 主打歌曲成績 | 主打歌曲成績                     |
| 專輯                                                                                        | 歌曲            | Mnet 《M! Countdown》 | KBS2 《Music Bank》 | MBC 《Show! 音樂中心》 | SBS 《人氣歌謠》 | SBS MTV 《THE SHOW》 | MBC MUSIC 《Show Champion》 | 歌曲獲冠次數 | 備註                             |
| 2016年                                                                                      | 2016年          | 2016年                | 2016年              | 2016年                 | 2016年           | 2016年               | 2016年                      | 2016年       | 2016年                           |
| ------------------------------------------------------------------------------------------- | --------------- | --------------------- | ------------------- | ---------------------- | ---------------- | -------------------- | --------------------------- | ------------ | -------------------------------- |
| Dream                                                                                       | Dream（與秀智） | /                     | (1)                 | /                      | [1]              | /                    | /                           | 5            | 兩台冠軍歌曲 單曲未打歌宣傳      |
| 2017年                                                                                      |                 |                       |                     |                        |                  |                      |                             |              |                                  |
| 不適用                                                                                      | Rain（與韶宥）  | /                     | 3                   | /                      | 2                | /                    | /                           | 0            | 單曲未打歌宣傳                   |
| 2019年                                                                                      |                 |                       |                     |                        |                  |                      |                             |              |                                  |
| City Lights                                                                                 | UN Village      | /                     | (1)                 | 1                      | 6                | /                    | 3                           | 3            | Solo出道 Solo初一位 兩台冠軍歌曲 |
| 2020年                                                                                      |                 |                       |                     |                        |                  |                      |                             |              |                                  |
| Delight                                                                                     | Candy           | /                     | 1                   | 4                      | 1                | /                    | 1                           | 3            | 三台冠軍歌曲                     |
| 2021年                                                                                      |                 |                       |                     |                        |                  |                      |                             |              |                                  |
| Bambi                                                                                       | Bambi           | /                     | 1                   | 6                      | 2                | /                    | 2                           | 1            |                                  |
| 2024年                                                                                      |                 |                       |                     |                        |                  |                      |                             |              |                                  |
| Hello, World                                                                                | Pineapple Slice | 4                     | 1                   | 4                      | 18               | /                    | 3                           | 1            |                                  |
| 2025年                                                                                      |                 |                       |                     |                        |                  |                      |                             |              |                                  |
| Essence of Reverie                                                                          | Chocolate       | 14                    | 28                  | 17                     | /                | /                    | /                           | 0            |                                  |
| Essence of Reverie                                                                          | Elevator        | 4                     | 3                   | 5                      | 10               | /                    | 3                           | 0            |                                  |
| \| - 「/」表示未有相關資料 - 「*」表示打榜中 - 「(1)」：兩星期冠軍 - 「[1]」：三星期冠軍 \| |                 |                       |                     |                        |                  |                      |                             |              |                                  |
| - 「/」表示未有相關資料 - 「*」表示打榜中 - 「(1)」：兩星期冠軍 - 「[1]」：三星期冠軍       |                 |                       |                     |                        |                  |                      |                             |              |                                  |

| 各台冠軍歌曲獎座統計                                 | 各台冠軍歌曲獎座統計 | 各台冠軍歌曲獎座統計 | 各台冠軍歌曲獎座統計 | 各台冠軍歌曲獎座統計 | 各台冠軍歌曲獎座統計 |
| Mnet                                                 | KBS                  | MBC                  | SBS                  | SBS MTV              | MBC MUSIC            |
| ---------------------------------------------------- | -------------------- | -------------------- | -------------------- | -------------------- | -------------------- |
| 0                                                    | 7                    | 1                    | 4                    | 0                    | 1                    |
| 一位總數：13 兩台冠軍歌曲總數：2 三台冠軍歌曲總數：1 |                      |                      |                      |                      |                      |

## 外部連結

### 伯賢
- Baekhyun的Instagram帳戶
- Baekhyun的新浪微博（舊的）
- INB100_BAEKHYUN的新浪微博（新的）
- Baekhyun的X（前Twitter）
- Baekhyun 官方網站（页面存档备份，存于） 
- Baekhyun的YouTube（页面存档备份，存于）

### 伯賢公司I&B100
- I&B100（아이앤비100）的Instagram帳戶
- I&B100（아이앤비100）的官網（页面存档备份，存于）
- INB100的YouTube（页面存档备份，存于）